# Callistomimus
Genre
Synonymes
- Pristomachaerus H.W. Bates, 1873

Callistomimus est un genre de coléoptères de la famille des Carabidae, de la sous-famille des Licininae, de la tribu des Chlaeniini et de la sous-tribu des Callistina.

## Espèces
Callistomimus acuticollis - 
Callistomimus aeolus - 
Callistomimus alluaudi - 
Callistomimus alternans - 
Callistomimus amoenus - 
Callistomimus asper - 
Callistomimus azarensis - 
Callistomimus belli - 
Callistomimus bicolor - 
Callistomimus bimaculatus - 
Callistomimus caffer - 
Callistomimus cauliops - 
Callistomimus chalcocephalus - 
Callistomimus chevalieri - 
Callistomimus chlorocephalus - 
Callistomimus coarctatus - 
Callistomimus convexicollis - 
Callistomimus cyclotus - 
Callistomimus dabreui - 
Callistomimus davidsoni - 
Callistomimus depressus - 
Callistomimus dicksoni - 
Callistomimus dilaceratus - 
Callistomimus diversus - 
Callistomimus dollmani - 
Callistomimus dux - 
Callistomimus elegans - 
Callistomimus exsul - 
Callistomimus gabonicus - 
Callistomimus garouaensis - 
Callistomimus gracilis - 
Callistomimus gratus - 
Callistomimus guineensis - 
Callistomimus guttatus - 
Callistomimus hamerae - 
Callistomimus hovanus - 
Callistomimus insuetus - 
Callistomimus jucundus - 
Callistomimus kilimanus - 
Callistomimus latefasciatus - 
Callistomimus lebioides - 
Callistomimus littoralis - 
Callistomimus makondeensis - 
Callistomimus maurus - 
Callistomimus modestus